# Битва при Аларкосе
Битва при Ала́ркосе (арабск.: معركة الأرك ma’rakat al-Arak) — сражение, произошедшее 19 июля 1195 года недалеко от крепости Ала́ркос (арабск.: al-Arak الأرك), находящейся на холме, у подножья которого течёт река Гвадиана и расположенного недалеко от города Сьюдад-Реаль, между войсками кастильского короля Альфонса VIII и войсками Альмохадов под командованием Якуба аль-Мансура, закончившаяся полным поражением христианских войск, в результате которого была потеряна почти вся территория Новой Кастилии, и которое затруднило все последующие попытки реконкисты вплоть до битвы при Лас-На́вас-де-Толо́са.
Кастильские войска потерпели поражение от значительно превосходящих сил противника. После победы аль-Мансур занял большую часть Новой Кастилии. В руках Альфонса VIII остался только город Толедо.
В память этой победы Якуб аль-Мансур воздвиг в Севилье Хиральду — высокую башню, увенчанную железным позолоченным шаром огромных размеров.

## Предыстория
В 1190 году халиф Абу Юсуф Якуб аль-Мансур заключил пакт о перемирии c Кастилией, чтобы приостановить наступление кастильских войск на территориях аль-Андалус. Когда истекал срок договора, он получил новости о поднимающихся волнениях в его владениях на севере Африки. В то же время, Альфонсо VIII начал оказывать активную материальную поддержку городу Аларкос, который не имел ни законченной крепостной стены, ни уже хорошо обосновавшихся жителей и армии. Поводом для конфликта послужила экспедиция, отправленная воинственно настроенным архиепископом Толедо, Мартином Лопесом де Писуэрга, которая проникла на территорию тайфы Хаэн и Кордобы и разграбила близлежащие районы столицы Альмохадов в Испании (город Севилья). Данный поступок со стороны Кастилии привёл Якуба в ярость, и он принял решение послать все свои войска для усмирения кастильской армии.
1 июня 1195 года Якуб вместе с войсками высадился на берег между городами Алькасарсегур и Тарифа. Эмир Альмохадов дошёл до Севильи, где к его войскам присоединилось ещё 300.000 солдат, кавалеристов и пехотинцев из постоянной армии, наёмных войск и т. д. 30 июня армия достигла Кордовы, где находились войска Педро Фернандеса де Кастро «Кастильского», который поссорился со своим двоюродным братом Альфонсо VIII и перестал быть его вассалом. Педро Фернандес де Кастро был сыном Фернандо Родригеса де Кастро «Кастильского», сеньора города Трухильо, который также как и его сын, в прошлом сражался вместе с Альмохадами.
4 июля Абу Юсуф покинул Кордобу, через реку Деспеньяперрос, продвигаясь к эспланаде Сальватьерры. Отряд Ордена Калатравы вместе с некоторыми рыцарями из соседних крепостей попытался незаметно подкрасться к войскам Альмохадов, но неожиданно лицом к лицу столкнулись с ними. Так как войско Альмохадов намного превосходило их по численности, отряд испанцев потерпел поражение и был почти весь уничтожен. Узнав о случившемся, Альфонсо VIII поднял тревогу и ускорил объединение всех своих войск в Толедо и их дальнейшую отправку в Аларкос. Также король Кастилии всячески стремился привлечь на свою сторону и получить помощь от королей Леона, Наварры и Арагона, так как угроза, исходящая от Альмохадов, была одинакова для всех испанских королевств. Крепость Аларкос ещё находилась в процессе строительства и была крайней точкой территории Кастилии, образуя границу с территорией аль-Андалус. Главной целью испанцев было не допустить прохода Альмохадов к плодородному бассейну реки Тахо, и так как Альфонсо VIII стремился как можно быстрее начать сражение, то он не стал ждать подкрепления ни от Альфонсо IX короля Леона, ни от Санчо VII Наваррского, которые на тот момент уже были в пути с подмогой. 16 июля испанцы обнаружили месторасположение войска Альмохадов, оно было настолько большим, что было невозможно даже приблизительно подсчитать, сколько солдат оно насчитывало. Альфонсо VIII решил вступить в бой на следующий день (17 июля), так как именно тогда он планировал окончательно привести свои войска к окрестностям Аларкоса, вместо того чтобы отойти в Талаверу, куда уже прибыли войска из Леона. Возможно, он поступил так, потому что был абсолютно уверен в силах своей кавалерии. Абу Юсуф отказался принимать сражение в этот день (18 июля), предпочтя подождать прихода остатков своих войск. Утром следующего дня (19 июля) войско Альмохадов окружило кольцом плоскогорье, на котором были кастильские войска.